# Morten Kringelbach

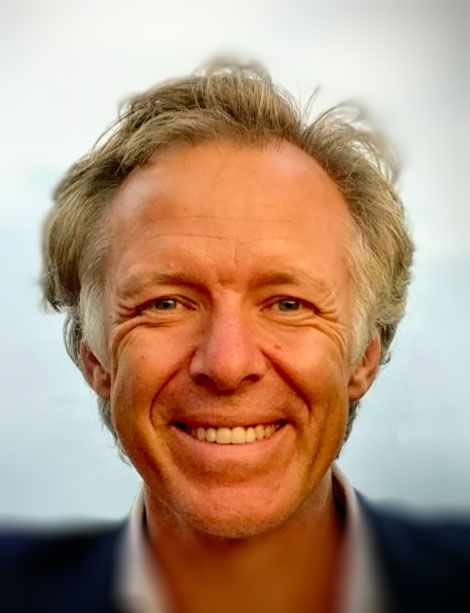
Morten Kringelbach (2018)

Morten L. Kringelbach (* 1970 in Kopenhagen) ist ein dänischer Neurowissenschaftler.
Kringelbach ist Professor an der University of Oxford und der Universität Aarhus. In Oxford ist er Gründungsdirektor des Centre for Eudaimonia and Human Flourishing. Er interessiert sich für das Verständnis von Vergnügen (Hedonia) und das gut gelebte Leben (Eudaimonia) durch verschiedene Erfahrungen wie Niedlichkeit, Essen, Musik, Psychedelika und Meditation. Er setzt sich in seiner Forschung neuen Methoden der Entzifferung des Gehirns (Neurobildgebung), der Neurochirurgie und der Modellierung des gesamten Gehirns ein, um die Gehirnfunktionen zu verstehen. Bei seiner Arbeit mit dem Hirnforscher und Jazzmusiker Peter Vuust konzentriert er sich auf Musikwahrnehmung, Kognition, Emotionen und Interaktion mit motorischem Verhalten.

## Schriften (Auswahl)

### Bücher
- M. L. Kringelbach, H. Phillips: Emotion: pleasure and pain in the brain, Oxford University Press, Oxford 2014.

### Aufsätze
- Monti, J. M., Perl, Y. S., Tagliazucchi, E., Kringelbach, M. L., & Deco, G. (2025): Fluctuation-dissipation theorem and the discovery of distinctive off-equilibrium signatures of brain states. Physical Review Research, 7(1), 013301.
- R. Nartallo-Kaluarachchi, L. Bonetti, G. Fernández-Rubio, P. Vuust, G. Deco, M. L. Kringelbach, … & Goriely, A. (2025): Multilevel irreversibility reveals higher-order organization of nonequilibrium interactions in human brain dynamics. Proceedings of the National Academy of Sciences, 122(10), e2408791122.
- M.L. Kringelbach, P. Vuust, G. Deco: Building a science of human pleasure, meaning making, and flourishing. Neuron. 2024 May 1;112(9):1392-1396. doi:10.1016/j.neuron.2024.03.022.
- Vuust, P., Heggli, O. A., Friston, K. J., & Kringelbach, M. L. (2022): Music in the brain. Nature Reviews Neuroscience, 23(5), 287-305.
- Gustavo Deco, Diego Vidaurre Morten L. Kringelbach: Revisiting the global workspace orchestrating the hierarchical organization of the human brain. Nature human behaviour 5.4 (2021): 497-511.
- M. L. Kringelbach, J. Cruzat, J. Cabral, G. M. Knudsen, R. Carhart-Harris, P. C. Whybrow, N. K. Logothetis, G. Deco: Dynamic coupling of whole-brain neuronal and neurotransmitter systems. In: Proc Natl Acad Sci U S A. Band 117, Nr. 17, 28. Apr 2020, S. 9566–9576. doi:10.1073/pnas.1921475117.
- G. Deco, G. Tononi, M. Boly, M. L. Kringelbach (2015): Rethinking segregation and integration: contributions of whole-brain modelling. Nature reviews neuroscience, 16(7), 430-439.
- K. C. Berridge, M. L. Kringelbach: Affective neuroscience of pleasure: reward in humans and animals. In: Psychopharmacology. Band 199, Nummer 3, August 2008, ISSN 0033-3158, S. 457–480, doi:10.1007/s00213-008-1099-6.
- Morten L. Kringelbach: The human orbitofrontal cortex: linking reward to hedonic experience. Nature reviews neuroscience 6.9 (2005): 691-702.